# Peter Cooper Hewitt
Peter Cooper Hewitt (New York, 5 maggio 1861 – Parigi, 25 agosto 1921) è stato un inventore statunitense.
Nel 1901 realizzò la prima lampada a vapori di mercurio della storia. Il suo numero di brevetto era #682692.